# Wusheng
Wusheng är ett härad som lyder under Guang'ans stad på prefekturnivå i Sichuan-provinsen i sydvästra Kina. Det ligger omkring 210 kilometer öster om provinshuvudstaden Chengdu. 